# Premis Ondas 1966
Els Premis Ondas 1966 van ser la tretzena edició dels Premis Ondas, entregats a Barcelona el 14 de novembre de 1966. En aquesta edició es diferencien cinc categories: Premis Nacionals de ràdio, nacionals de televisió, locals, internacionals de ràdio i televisió, i especials.

## Nacionals de ràdio
- Millor locutora: Carmen Pérez de Lama de la cadena SER
- Millor autor: José María Sánchez-Silva y García-Morales d'RNE i TVE
- Millor director: Luis Durán de la cadena SER
- Millor programa musical: El gran musical de la cadena SER
- Millor programa cultural: Galería breve de la cadena SER
- Millor programa dramatitzat: Teatro en el estudio de RNE i CAR

## Nacionals televisió
- Millor locutor: José Luis Uribarri de TVE
- Millor actriu: Núria Torray de TVE
- Millor actor: Juanjo Menéndez de TVE
- Millor programa informatiu: A toda plana de TVE

## Locals
- Millor locutora: Maruja Fernández d'RNE Barcelona
- Millor locutor: Julián Mojedano Muñiz de Radi Extremadura
- Millor autor: Juan Bustos de Radi Sevilla
- Millor director: José Tuderini Cintora de REM- CAR Màlaga
- Millor programa local: Collegio Mayor d'RNE Madrid
- Millor programa musical: Poema del fuego y del mar de RNE Sant Sebastià

## Internacionals de ràdio i televisió
- Millor locutora: Giordana Bonetti de Ràdio TV-Zagreb (Iugoslàvia)
- Millor locutor: Walter Cronkite de CBS-Nova York (EUA)
- Millor actriu: Giulietta Masina de RAI-Roma (Itàlia)
- Millor actor: Gino Cervi de RAI-Roma (Itàlia)
- Millor autor: Paul Danblon de Ràdio TV-Brussel·les (Bèlgica)
- Millor director: Keiko Yamanaka de TBS Tòquio (Japó)
- Millor programa informatiu: Servei de notícies de RCP-Lisboa (Portugal)
- Millor programa musical: Encant de la música antiga xinesa de CBC - Taiwan (Formosa)
- Millor programa cultural: Els ratolins i els homes de RBC- Salisbury (Rhodèsia)
- Millor programa dramatitzat: Les dones bussejadores de KBS-Seul (Corea)

## Especials
- A Ràdio Barcelona, per la seva programació de Setmana Santa
- A Ràdio Nacional d'Espanya, per Tercer programa
- A títol pòstum al famós actor Jaime Santos
- A la Deutsche Welle de Colònia, pel seu programa Heus aquí l'embull (Alemanya)
- A Ràdio Canadà, pel seu programa Redescobrint Amèrica (Canadà)
- A la Westdeutscher Rundfunk pel programa "La nostra pàtria, la vostra pàtria" (Alemanya)